# Тихменёвы
Тихменевы — древний дворянский род.
Род внесён в VI часть Ярославского дворянства и родословные книги Владимирской, Калужской, Московской, Нижегородской, Пензенской, Саратовской, Тульской и Харьковской губерний.

## История рода
Представители рода за службу и храбрость были жалованы от государей поместьями (1644). Иван Тихменев пожалован вотчиной (1625) за московское осадное сидение. Иван Андреевич Тихменев был воеводой в Волоколамске (1677). Стольник (1643) Афанасий Тихменёв, Пошехонский воевода (1710).

## Описание герба
В голубом поле изображена золотая шестиугольная звезда и под ней две серебряные стрелы, крестообразно летящие вниз сквозь подкову (изм. польский герб Сушинский).
На щите дворянский коронованный шлем. Намёт на щите голубой, подложенный золотом. Щитодержатели: два льва. (Гербовник, V, 100).

## Известные представители
- Тихменев Василий Захарович - московский дворянин (1627-1629).
- Тихменев Михаил Васильевич - стряпчий (1640), был у фонаря Марии Ильиничны на свадьбе с царём Алексеем Михайловичем (1648).
- Тихменевы: Иван и Афанасий Ивановичи - стольники царицы Прасковьи Фёдоровны (1686-1692).
- Тихменев Иван Андреевич - стольник, воевода в Волоке-Ламском (1676-1677).
- Тихменевы: Михаил и Дмитрий Александровичи - московские дворяне (1676-1677).
- Тихменев Ларион Григорьевич - стольник царицы Евдокии Фёдоровны (1692).
- Тихменев Фёдор Ларионович - стряпчий (1692).
- Тихменевы: Иван Дмитриевич и Григорий Алексеевич - стольники (1682-1692).
- Тихменев Иван Ильин - московский дворянин (1709).
- Тихменев Степан Григорьевич - дьяк (1713)[3][4].
- Тихменев - поручик Кексгольмского пехотного полка, погиб в сражении при Островне, Какувачине и Витебске (13-15 июля 1812), его имя занесено на стену храма Христа Спасителя в г. Москва[1].
- Алексей Михайлович (? — 1917) — полковник[5].
- Валериан Петрович (1840—1906) - генерал-лейтенант, владелец усадьбы Тихменево, в которой в 1945 году был открыт Рыбинский лесной техникум[6].
- Владимир Михайлович (1868 — ?) — полковник[7].
- Евгений Александрович (1869 —1934)  - живописец, график, анималист.
- Михаил Аркадьевич (1857 — ?) — полковник[8]
- Николай Михайлович (1872—1954) — русский военачальник и востоковед, генерал-лейтенант Генштаба. Участник Белого движения.
- Сергей Александрович (1868 — ?) — полковник[9]
- Юрий (Георгий) Михайлович (1873—1943) — генерал-майор[10]